# Ашуг Гусейн Джаван
Ашуг Гусейн Джаван или Гусейн Алиев (азерб. Aşıq Hüseyn Cavan/Hüseyn Mikayıl oğlu Əliyev; 1916, село Ути, провинция Восточный Азербайджан – 14 ноября 1985) — поэт, ашуг, участник движения 21 Азер. Член Демократической партии Азербайджана, Союза писателей Азербайджана, заслуженный работник культуры Азербайджана (1967).
В 1946 году он был награждён медалью «21 Азер» Демократической Республикой Азербайджан за участие в национально-демократическом движении, а также орденом «Знак Почёта» со стороны СССР за заслуги в области искусства.

## Жизнь

### Ранние годы
Алиев Гусейн Микаил оглы родился в 1916 году в деревне Ути Карадагского магала. После смерти отца он вместе с матерью Зёхрой переехал в Северный Азербайджан. Некоторое время они жили в селе Шарафханлы в Агджабеди, а затем в городе Далимамедли.
С 1927 года он был учеником ашуга Мусы, племянника ашуга Алескера. В 1938 году был выслан из СССР и жил в Тебризе.
Хотя он начал писать стихи с 1934 года, свою поэтическую деятельность в основном начал в 1941 году. Взял себе псевдоним "Джаван" (Молодой). Его первые стихотворения были опубликованы в газете "Ветен Йолунда" (Ради родины), издававшейся в Тебризе.
Участвовал в движении "21 Азер". 20 ноября 1945 года в театре "Эрк" в Тебризе начал свою деятельность Азербайджанский Народный Конгресс. Гусейн Джаван также участвовал в качестве делегата в Азербайджанском Народном Конгрессе. 21 декабря 1945 года было образовано Демократическая Республика Азербайджана. В марте 1946 года он был награждён медалью "21 Азер" за участие в национально-демократическом движении. В том же месяце в Тебризе была организована Тебризская государственная филармония. Ашуг Гусейн Джаван был назначен заместителем директора филармонии. Под его руководством при филармонии был создан ансамбль ашугов.
5 декабря 1946 года шахские войска, наступавшие на Мияне, были остановлены федаинамипод руководством Гулама Яхьи. Жители различных регионов Азербайджана обращались к Национальному правительству с просьбой о вооружении и борьбе против шахских войск. После этого под руководством Мир Джафар Пишевари был создан Комитет обороны. В состав комитета вошли Мирза Али Шабустари, Кази Мухаммед, Гулам Яхья, Махмуд Панахиан и Садиг Падеган. Первой задачей комитета стало объявление военного положения в Тебризе и создание добровольческих отрядов "Бабек". В первый этап в эти отряды вступило 600 человек. После этого Пишевари вновь обратился к Советскому Союзу за военной поддержкой. Однако этот запрос остался без ответа.
11 декабря 1946 года Азербайджанский провинциальный совет принял решение о том, чтобы предотвратить кровопролитие, и указал Кызылбашской Народной Армии и федаев не оказывать сопротивления войскам шаха и покинуть поле боя. С того дня, банды феодалов, а также жандармы в гражданской одежде начали совершать массовые убийства в крупных городах, еще до того, как туда вошла иранская армия. Эти группы назывались Тегеранским радио "иранскими патриотами". Их основной целью было уничтожение демократов и обеспечение входа шахских войск в города. Тебриз и другие города Азербайджана подверглись грабежам и массовым убийствам. Азербайджанское Демократическая Республика пало. Тысячи людей были арестованы. В ходе массовых убийств были убиты члены АДФ, федаины, а также известные поэты Али Фитрат, Сади Юзбанди, Джафар Кашиф и Мухаммедбагир Никнам. 14 декабря 1946 года поддерживаемая США и Великобританией иранская армия вошла в Тебриз. После этого резня и грабежи продолжались. Войска шаха также начали искать Гусейн Джавана с целью убить его. Не найдя его, они ограбили его дом и уничтожили его рукописи. Его жена Хамида и ее дети были арестованы и сосланы в Хуррамабад, одну из южных провинций Ирана. Во время ссылки два его ребенка скончались.

### После распада ДРА
После распада Азербайджанской Демократической Республики Ашуг Гусейн Джаван эмигрировал в Азербайджан. В 1946 году он начал работать солистом в Азербайджанской государственной филармонии имени Муслима Магомаева. После распада Национального правительства общество "Обществу поэтов и писателей", действовавшее в Тебризе, с 1947 года стало функционировать в Баку под названием "Общество писателей Азербайджана". Ашуг Гусейн Джаван также был членом этого общества В 1948 году он стал членом Союза писателей Азербайджана и переехал в село Кахризли Геранбойского района.
В 1959 году на Декаде азербайджанской литературы и искусства, проходившей в Москве, он был художественным руководителем ансамбля ашугов. Был награждён орденом "Знак Почёта" со стороны СССР. В 1967 году ему было присвоено почётное звание Заслуженного работника культуры Азербайджанской ССР.
14 ноября 1985 года он скончался и был похоронен в селе Кехризли.

## Память
В 1947 году был снят фильм "По ту сторону Араза", режиссёром и сценаристом которого была Эсфирь Шуб. Фильм рассказывает о Азербайджанском Национальном Правительстве, существовавшем в 1945—1946 годах, а также о процессах, происходивших до его формирования. В этом фильме также была записана исполнение ашуга Гусейна Джавана.
22 ноября 2016 года в Театре песни имени Рашида Бейбутова был проведён вечер, посвящённый 100-летнему юбилею ашуга Гусейна Джавана. Мероприятие было организовано Министерством культуры и туризма Азербайджанской Республики и Союзом Aшугов Азербайджана.